# AVA-woonblok H
AVA-woonblok H in Amsterdam is een wooncomplex met arbeiderswoningen van de Amsterdamsche Vereeniging tot het bouwen van Arbeiderswoningen (AVA), dat tussen 1879 en 1881 is gebouwd in de Amsterdamse Zeeheldenbuurt. Dit complex was ontworpen door de stadsarchitect Bastiaan de Greef. Het blok bevat drie woonlagen met daarboven een zolderruimte.
Het complex wordt omgrensd door Houtmankade, Dirk Hartoghstraat, Van Linschotenstraat en de Van Heemskerckstraat.

## Bouwstijl
De woningbouw voor de arbeidersklasse in Amsterdam, die vanaf 1875 ter hand werd genomen door de AVA, bestond uit een aantal complexen, door sommigen ook wel woonkazernes genoemd, die met een letter uit het alfabet werden genummerd. Blok H werd als een geheel met Blok I ontworpen; de neorenaissancistische complexen werden voorzien van een klassieke opbouw: over de gevellengte werden ze verdeeld in basis, middenstuk en bekroning. Tevens werden ze symmetrisch geritmeerd door middel van risaliserende en terugliggende gevelvlakken, waarbij de risaliserende delen in het algemeen in het algemeen van hogere gevelbeëindigingen werden voorzien. De lange wanden komen daardoor minder massaal over. Blok I is aan de koppen een laag hoger en plastischer dan blok H.

## Geschiedenis
In het uitbreidingsplan van Jan Kalff was een vrijwel rechthoekige kavel opgenomen die begrensd wordt door de Houtmankade, Roggeveenstraat, Van Linschotenstraat en Van Heemskerckstraat. Dit in Plan Kalff globaal aangegeven blok is in de lengte globaal in tweeën gedeeld, waardoor aan weerszijden van de Dirk Hartoghstraat twee in oost-westrichting liggende smalle blokken ontstonden.
Blok H, het zuidelijk gelegen blok, is op basis van het bestek met vermoedelijk nummer 4 in opdracht de Amsterdamsche Vereeniging tot het bouwen van Arbeiderswoningen gebouwd. Oorspronkelijk bevatte het blok 156 woningen en 4 winkelruimten. Voor zijn tijd was het een formidabel complex. De woningen waren toegankelijk via een aantal trapportalen, per trapportaal waren 4 tot 8 woningen toegankelijk. Elke woning bestond uit een voorkamer met bedstede en kasten, een achterkamer met bedsteden en stookplaats, kasten en in de uitbouw een werkplaats (spoelhok) en een privaat.

## Gelijkenis
Blok H is wat betreft de indeling en het aantal verdiepingen identiek aan de eerder door de AVA bij Het Funen gebouwde blokken blokken D tot en met G. Daar waar de blokken D tot en met G als paren rug aan rug bij elkaar staan, werd er hier voor gekozen om de bebouwing rond een gesloten binnenplaats te bouwen.

## Aanbesteding
De openbare aanbesteding werd op 16 november 1879 namens het bestuur van de AVA in het Algemeen Handelsblad gepubliceerd. De aanwijzing was 'in loco' op 22 november. Op 25 november publiceerde het Algemeen Handelsblad dat de heer D. Zuijderhoek uit Weesp met een inschrijfsom van 233.712 gulden de laagste inschrijver was.

## Renovaties
In de jaren 70 werden de woningen gerenoveerd op basis van door Abma, Hazewinkel & Dirks gemaakte ontwerpen. Daarbij zijn soms meerdere woningen samengevoegd waardoor uiteindelijk 1-, 2-, 3- en 4-kamerwoningen van 35 tot 80 m2 ontstonden. De straatnummering is toen deels herzien. Enkele ruimten op de begane grond zijn opgeofferd om te voorzien in een inpandige fietsenberging. De oorspronkelijke 'lattenbergingen' zijn vervangen door gesloten bergruimten. De raampartijen zijn met uitzondering van de verhuisramen vervangen door strakke kozijnen met dubbelglas. De uitbouwen waarin onder andere de privaten hun plaats hadden zijn met uitzondering van die behorend bij de proefwoningen gesloopt, de woningen werden voorzien van doucheruimtes en centrale verwarming en de oorspronkelijke schoorstenen zijn gesloopt.
Voorafgaand aan deze renovatie is op het trapportaal Dirk Hartogstraat 3 (oude nummering) een aantal proefwoningen, waaronder een over twee verdiepingen verdeelde maisonnette ingericht. De woningen behorende bij dit trapportaal hebben als enige de uitbouw aan de achterzijde behouden. Wethouder Kuypers verricht de opening na deze renovatie.
In de jaren 90 vindt weer een renovatie plaats waarbij onder andere de kap onder handen genomen wordt. Eerder zijn de in de jaren 70 aangebrachte ramen, waarin nog een horizontale spijl aanwezig was, vervangen door ramen zonder spijl.

## Eigendom
Ten tijde van de renovatie werd het eigendom in 1975 overgedragen aan de Woningstichting Labor, een dochter van de AVA. Woningstichting Labor fuseerde in 1992 met Eigen Haard in Amsterdam. Het complex werd rond 2005 in opdracht van Eigen Haard door DLA Piper in appartementsrechten gesplitst: 98 woningen en 2 bedrijfsruimten. Tot dat moment werden alle woningen in de sociale sector verhuurd. Vanaf de splitsing werd het voor willekeurige partijen mogelijk om een appartement te kopen.
In 2011 is meer dan de helft van de appartementen aan particuliere eigenaren verkocht en daarmee aan de voorraad sociale huurwoningen onttrokken.

## Beheer
Anno 2013 wordt het dagelijks beheer van het complex uitgevoerd door NV Bank voor de Bouwnijverheid te Amsterdam in opdracht van de 'Vereniging van Eigenaren Heemskerck'.